# Magdalena Holztrattner
Magdalena Holztrattner (* 1975 in Salzburg) ist eine österreichische Theologin, Armutsforscherin und Religionspädagogin. Seit 2013 leitet sie die Katholische Sozialakademie Österreichs.

## Leben und Wirken
Sie studierte an der Universität Salzburg und San Salvador Theologie und Religionspädagogik.
Am Religionspädagogischen Institut Salzburg wurde sie zur Erwachsenenbildnerin ausgebildet.
Nach schulischer Lehrtätigkeit war sie ab 2003 in interdisziplinären Forschungsprojekten zu Armut und Gerechtigkeit an der Universität Salzburg (Prof. Clemens Sedmak) u. a. in Lateinamerika engagiert. Von der Universität Salzburg wurde sie 2008 mit der Dissertation Wirklich arm sind die anderen. Partizipative Armutsforschung mit Jugendlichen. Eine interdisziplinäre, empirische Studie auf praktisch-fundamentaltheologischer Basis zur Dra. theol. promoviert. An der Universität Kassel studierte sie multidimensionale Organisationsentwicklung, Supervision und Coaching und schloss mit Master of Arts (MA) ab. 2013 wurde sie von der Österreichischen Bischofskonferenz zur Direktorin der Katholischen Sozialakademie Österreichs ernannt.
2020 wurde sie beim Verein für Franziskanische Bildung angestellt als Ressortverantwortliche für Pädagogik und Pastoral.

## Publikationen
- (Hrsg.): Eine vorrangige Option für die Armen im 21. Jahrhundert. Aufsatzsammlung, Salzburger theologische Studien Band 26, Tyrolia-Verlag, Innsbruck 2005, ISBN 978-3-7022-2720-3.
- (Hrsg.): Humanities and option for the poor. Kongress Salzburg 2004, Lit, Münster 2005, ISBN 3-8258-8927-0.
- mit Franz Gmainer-Pranzl (Hrsg.): Partnerin der Menschen – Zeugin der Hoffnung. Die Kirche im Licht der Pastoralkonstitution Gaudium et spes. Aufsatzsammlung, Salzburger theologische Studien Band 41, Tyrolia-Verlag, Innsbruck 2010, ISBN 978-3-7022-3107-1.
- Wirklich arm sind die Anderen. Partizipative Armutsforschung mit Jugendlichen. Theologische Aspekte einer interdisziplinären empirischen Studie. Mitarbeit von Nadja M. Lobner und Karoline Zenz. Vorwort von Jon Sobrino, Salzburger theologische Studien Band 43, Tyrolia-Verlag, Innsbruck 2011, ISBN 978-3-7022-3117-0.
- Innovation Armut. Wohin führt Papst Franziskus die Kirche? Tyrolia-Verlag, Innsbruck 2013, ISBN 978-3-7022-3315-0.
- Einfach gut führen. Ein kompakter Leitfaden. Tyrolia, Innsbruck 2022, ISBN 978-3-7022-4017-2.